# 3814 Hoshi-no-mura
3814 Hoshi-no-mura là một tiểu hành tinh vành đai chính với chu kỳ quỹ đạo là 2044.3803165 ngày (5.60 năm).
Nó được phát hiện ngày 4 tháng 5 năm 1981.